# Từ Cung Hoàng thái hậu
Từ Cung Hoàng thái hậu (chữ Hán: 慈宮皇太后; 28 tháng 1 năm 1890 - 9 tháng 11 năm 1980), phong hiệu chính thức là Đoan Huy Hoàng thái hậu (端徽皇太后), là phi thiếp của Hoằng Tông Tuyên hoàng đế, thân mẫu của hoàng đế Bảo Đại thuộc triều đại Nhà Nguyễn trong lịch sử Việt Nam.
Bà là Hoàng thái hậu cuối cùng của triều đại Nhà Nguyễn cũng như của nền quân chủ chuyên chế Việt Nam.

## Xuất thân
Từ Cung Hoàng thái hậu tên thật là Hoàng Thị Cúc (黃氏菊), người ở làng Mỹ Lợi, Phú Lộc, Thừa Thiên Huế. Thân sinh của bà là ông Hoàng Trọng Tích (黃仲錫), từng đậu Tú tài làm Tri huyện Hòa Đa (Bình Thuận), mẹ của bà là bà La Thị Sơn (羅氏山).
Theo gia phả của họ Hoàng làng Mỹ Lợi, sinh thời ông Tích lấy bà La Thị Huân và có với bà hai người con, một trai một gái. Khi người con gái thứ 2 là Hoàng Thị Như chào đời, ông đón người chị gái của vợ là bà La Thị Sơn đến giúp lo toan việc nhà. Tuy nhiên, ông Tích dần có tình cảm với bà Sơn, dẫn đến bà Sơn có con và sinh ra một người con gái chính là bà Hoàng Thị Cúc. Sau khi sinh bà Cúc, bà La Thị Sơn cảm thấy ân hận với em gái, nên đã để lại con gái cho ông Hoàng Trọng Tích và bà La Thị Huân nuôi, còn mình thì về quê rồi sau này đi lấy chồng khác.
Sinh ra trong một gia đình quan Tri huyện, nhưng từ nhỏ, Hoàng Thị Cúc đã sống cuộc sống hết sức vất vả, khó khăn. Ông bà Tri huyện mất sớm, khi Hoàng Thị Cúc còn nhỏ tuổi, phải sống nhờ gia đình người anh trai cả là Hoàng Trọng Khanh. Nhưng chẳng may người anh cả Hoàng Trọng Khanh lại là người ham mê cờ bạc, có bao nhiêu tiền đều ném vào hết các chiếu bạc. Do mê cờ bạc rồi sinh ra nợ nần, ông Khanh đã "bán" các em gái cho những nơi quyền quý. Bà Hoàng Thị Cúc được đưa vào làm cung nữ hầu hai bà Thánh Cung Nguyễn Hữu Thị Nhàn và Tiên Cung Dương Thị Thục – vợ góa của vua Đồng Khánh.
Từ đây, bà dần tiếp xúc với ông Phụng Hóa công Nguyễn Phúc Bửu Đảo (奉化公阮福寶嶹), con của bà Tiên cung. Trong một lần vào thỉnh an Mẫu hậu, Hoàng tử Bửu Đảo đã sủng hạnh Hoàng Thị Cúc và kết quả là vị cung nữ mang thai.

## Phi tần
Lúc quen biết ông hoàng, thì ông đã có chính thất là bà Trương Như Thị Tịnh, con gái đại thần phụ chính Trương Như Cương, nhưng cả hai chung sống không hòa thuận và cũng không có một mụn con nào. Đến một ngày, ông hoàng bị thua bạc to, xin bà về nhà cha ruột để đòi tiền trả nợ, bà Tịnh quá nhục nhã mà khóc lóc, chạy ra khỏi phủ và xuất gia tu hành, từ đấy ông hoàng để trống ngôi vị chính thất.
Đầu năm 1913, bà mang thai và nhận là của Phụng Hóa công. Hai bà Tiên Cung và Thánh Cung đã nhiều lần tra khảo, có lần còn ép bà phải nằm úp bụng bầu xuống đất và đánh, bắt bà phải khai đó là thai của ai sao lại dám đặt điều nhưng bà vẫn một mực khẳng định đây là con của Phụng Hóa Công. Kể từ đó bà mới được tha và hưởng thời kỳ dưỡng thai. Ngày 22 tháng 10, năm 1913, bà hạ sinh hoàng nam Nguyễn Phúc Vĩnh Thụy.
Năm 1916, Phụng Hóa Công lên ngôi, tức Hoằng Tông Tuyên hoàng đế, bà được phong là Tam giai Huệ tần (三階惠嬪), qua năm 1918 thăng lên Nhị giai Huệ phi (二階惠妃), đứng thứ 2 trong Hậu cung của ngài, sau bà Ân phi Hồ Thị Chỉ. Tước Hoàng quý phi ông vẫn dành tặng cho bà Tịnh, dù bà đã xuất gia và từ chối nhận phong.
Khi hoàng tử Vĩnh Thụy mới chào đời, khác với những người mẹ bình thường, Huệ phi lập tức bị cách ly khỏi con trai. Bà Tiên Cung đón cháu nội về cung của mình, tự chăm sóc, nuôi nấng. Mỗi ngày vài lần, bà Tiên Cung cho gọi Huệ phi đến cho con bú, rồi lại bắt về. Vì thế Huệ phi tiếng là làm mẹ nhưng gần như không được một ngày chăm sóc con. Mối quan hệ giữa bà và đức Tiên Cung hết sức căng thẳng, vì xuất thân không cao quý, đức Tiên Cung không xem trọng và tỏ ra lạnh nhạt với bà .
Năm 1923, tháng 2, nhân vì Vĩnh Thụy phong làm Thái tử, Huệ phi Hoàng thị được phong làm Nhất giai Hậu phi (一階厚妃).

## Hoàng thái hậu cuối cùng của Việt Nam
Ngày 6 tháng 11, năm 1925, vua Khải Định băng hà, hưởng dương 40 tuổi. Lăng của hoàng đế có tên hiệu là Ứng Lăng, tại làng Chân Chữ, huyện Hương Thủy, tỉnh Thừa Thiên. Hậu phi Hoàng thị được di chiếu lập làm Hoàng thái hậu, còn hoàng tử con trai bà là Vĩnh Thụy được đưa lên làm Hoàng đế kế vị. Năm 1926, Hoàng tử Nguyễn Phúc Vĩnh Thụy được tôn lên kế vị, lấy niên hiệu là Bảo Đại. Sau đó, Hoàng đế trở lại Pháp học tập.
Năm 1933, ngày 20 tháng 3, Bảo Đại mới tôn phong cho mẹ mình làm Đoan Huy Hoàng Thái Hậu (端徽皇太后). Vào ngày sinh nhật hàng năm của bà triều đình tổ chức lễ mừng rất trọng thể, gọi là Từ Cung tiết (慈康節), nên người trong cung thường gọi bà là Từ Cung hoàng thái hậu (慈宮皇太后) hay giản gọi là Đức Từ Cung (德慈宮). Cha bà Hoàng Trọng Tích do trở thành ông ngoại của Hoàng đế nên được truy tặng làm Nghi quốc công (宜國公).
Năm 1934, Bảo Đại kết hôn với Nam Phương hoàng hậu làm bà Từ Cung rất buồn rầu, vì bà Nam Phương là người Công giáo, chịu ảnh hưởng của giáo dục Tây phương nên không rành rẽ các quy tắc nghiêm ngặt trong cung. Do khác biệt về tôn giáo và xuất thân, mà giữa hai bà Từ Cung và Nam Phương hay xảy ra mâu thuẫn.
Hoàng Thái hậu Từ Cung sống trong cung Diên Thọ. Bà ham mê cờ bạc nhất là mạt chược như nhiều bà mệnh phụ khác. Bà mời các cận thần, bạn bè và cả một số quan thượng thư cơ mật. Bà cũng có ý kiến việc này việc kia trong triều và cả công việc của nhà nước. Chuyện quan bán tước nhiều khi diễn ra quanh bàn mạt chược. Bà có khuôn mặt xương xương, cặp mắt sắc sảo, tuổi cao mà vẫn giữ lệ cổ trung thành với tục lệ truyền thống.
Năm 1939, Bảo Đại xây ngôi chùa đầu tiên trên đất Buôn Mê Thuột, lấy hai chữ đầu trong hiệu của phụ mẫu ông đặt tên cho ngôi chùa là Chùa Khải Đoan, vì lẽ bà rất sùng đạo Phật, nhiều người lầm tưởng bà theo đạo Cao Đài nhưng thực chất bà chỉ theo đạo Phật. Tháng nào, đức Từ Cung cũng dành ra 10 ngày ăn chay, mỗi ngày lại dành ra vài tiếng đọc Kinh, niệm Phật, ăn uống rất đơn giản. Ngoài 10 ngày ăn chay trong tháng, bữa ăn của bà cũng không bao giờ bày sơn hào, hải vị, mà chỉ bày những món ăn được chế biến đơn giản, bình dân.

## Sau Cách mạng Tháng Tám
Năm 1945, Bảo Đại giao ấn kiếm cho chính quyền Cách mạng, tuyên bố thoái vị, bà Từ Cung cùng bà Nam Phương hoàng hậu và con cháu hoàng thất dọn ra cung An Định ở. Khi cựu hoàng Bảo Đại ra Hà Nội làm cố vấn cho chủ tịch Hồ Chí Minh, bà Từ Cung và bà Nam Phương cùng các hoàng tử, hoàng nữ vẫn ở tại cung An Định.
Năm 1955, khi Quốc trưởng Bảo Đại bị lật đổ, Ngô Đình Diệm lên làm Tổng thống đã đuổi bà Từ Cung ra khỏi cung An Định. Trong tình cảnh này bà đã mua lại ngôi nhà của bà Ân phi Hồ Thị Chỉ, là nhà 79 phố Phan Đình Phùng và ở đây cho đến ngày cuối đời. Trong thời gian chiến tranh loạn lạc, mọi hoạt động cúng bái các bậc tiên tổ, hội họp Nguyễn Phước Tộc đều diễn ra tại căn nhà này. Cũng trong thời gian này bà hoàn toàn mất liên lạc với ông hoàng Bảo Đại.
Bà Lê Thị Dinh là người phục vụ bà Từ Cung hơn 60 năm, là người cung nữ cuối cùng triều Nguyễn phục vụ cho Từ Cung Hoàng Thái hậu. Bốn cung nữ hầu Hoàng Thái Hậu gồm: bà Lê Thị Dinh (nhiệm vụ là trang điểm cho Đức Bà, là người hầu hạ Đức Bà tới lúc cuối đời), Lê Thị Tìm (đọc truyện cổ tích và tụng kinh cho Đức Bà nghe hàng đêm), Nguyễn Thị Vân và Trần Thị Vui. Đây là bốn cung nữ cuối cùng của triều Nguyễn, cũng là những cung nữ cuối cùng của Việt Nam đang sống vào thế kỷ XXI.
Năm 1980, Từ Cung thái hậu qua đời, thọ 91 tuổi, bà được an táng gần Lăng Đồng Khánh tại xã Thủy Xuân, thành phố Huế, Thừa Thiên Huế. Căn nhà 79 Phan Đình Phùng mà bà đã ở những ngày cuối đời hiện nay được tu bổ trở thành điểm tham quan cho khách du lịch.
Theo "Bức Tâm Thư" tức "Di Chúc" của đức Đoan Huy Hoàng Thái hậu - Từ Cung thì ngôi nhà của Bà sau khi Bà qua đời, sẽ là nơi thờ phụng "Liệt Thánh" (tức Tổ Tiên nhà Nguyễn) và thờ Bà.
Ngôi nhà của Bà sẽ giao cho Hội đồng Hoàng Tộc Nguyễn Phước (gọi tắt là Hội đồng Nguyễn Phước Tộc) quản lý và sử dụng làm Văn phòng của Nguyễn Phước Tộc để đón tiếp bà con và sinh hoạt Hoàng tộc. (Vì năm 1980, khi Bà mất, Nguyễn Phước Tộc chưa có những sinh hoạt như hiện nay trong Kinh Thành, tại Đại Nội Huế).
Nhưng do hiện nay ở Huế vẫn chưa có ai trong Nguyễn Phước Tộc chính thức đến tiếp nhận thừa kế gia sản cho nên ngôi nhà của bà và các hiện vật bên trong tạm thời được giao cho Trung tâm Bảo tồn di tích cố đô Huế quản lý.

## Mối quan hệ với Nam Phương Hoàng Hậu
Mối quan hệ giữa bà và con dâu là Nam Phương hoàng hậu được nhiều người nhận định là "bằng mặt không bằng lòng". Có lẽ, nguồn cơn của sự bất hòa giữa Nam Phương Hoàng Hậu và Đức Từ Cung bắt nguồn ngay từ khi bà chính thức được Vua Bảo Đại lựa chọn để kết hôn. Bởi lẽ, trước đó, Đức Từ Cung – mẹ ruột của Vua Bảo Đại đã chọn sẵn cho con trai mình một người con gái “chuẩn” truyền thống là cô Bạch Yến –con quan Tham tri bộ Lễ, là người gia giáo, giữ đúng phép tắc lễ nghi cung đình. 
Thế nhưng Vua Bảo Đại lại vì yêu cô gái Thị Lan mà bất chấp cãi lời mẹ để cưới cô làm vợ. Khi vua Bảo Đại tuyên bố muốn kết hôn với cô gái Nguyễn Hữu Thị Lan, cả Từ Cung Thái hậu và triều đình Nguyễn đều không đồng ý. Có rất nhiều nguyên nhân dẫn đến sự phản đối đó, trong đó lý do lớn nhất chính là sự khác biệt về tôn giáo khi mà Thị Lan theo Công giáo còn Bảo Đại là người theo đạo Phật. Sự hiện diện của Thị Lan khiến người con trai duy nhất cãi lời mình đã tạo một vết xước không hề nhỏ trong mối quan hệ của Đức Từ Cung với người con dâu tài giỏi này. 
Không chỉ vậy, sự khác biệt về tôn giáo và hoàn cảnh xuất thân cũng như học thức đã tạo nên lối sống khác biệt hoàn toàn giữa Đức Từ Cung và Nam Phương Hoàng Hậu. Đức Từ Cung là người theo đạo Phật và là người vô cùng khuôn thước. Cả đời bà sống ở Huế với quan điểm bất di bất dịch của người Huế là “có thể phụ người sống chứ không bao giờ phụ người chết”. Với Đức Từ Cung, chuyện thờ cúng tổ tiên, hương hỏa là nhiệm vụ tối thượng phải đặt lên hàng đầu của một người phụ nữ. Thế nhưng trái ngang là ở chỗ, con dâu Nam Phương – Hoàng Hậu của triều đình của bà lại là một người theo đạo Công giáo. Nàng không thắp hương, khấn bái, thờ cúng tổ tiên. Việc con dâu chính thất lại không thực hiện lễ nghi thờ cúng tổ tiên hương hỏa cho cả triều đình thực sự là một đả kích quá lớn với Đức Từ Cung. Sự ngược dòng trong lối sống này càng khiến cho cả hai không thể chung tiếng nói.
Khi Nam Phương Hoàng Hậu hạ sinh hoàng tử, người sẽ kế vị ngai vàng, với Đức Từ Cung đây là một sự kiện không thể nào vui hơn. Thời ấy, nước Việt, ngay cả trong gia đình thường dân thì cháu trai cũng là “bảo bối” và thuộc quyền của ông bà nội huống chi trong một gia đình vua chúa. Thế nhưng Nam Phương lại chủ động hướng con trai của mình theo một cách trái ngược với mẹ chồng nên Đức Từ Cung không thể nào chịu được.
Để cưới được Nam Phương, Bảo Đại đã cam kết cho bà giữ đạo Thiên Chúa. Và để Hoàng hậu không bị Vatican rút phép thông công vì lấy chồng ngoại đạo, ông cũng chấp nhận điều kiện của Tòa thánh: các con sinh ra sẽ rửa tội theo đạo của mẹ. Chính vì vậy, Hoàng tử Nguyễn Phúc Bảo Long đã chịu phép rửa tội và đặt tên thánh là Philippe, dĩ nhiên cái lễ “nhạy cảm” này được Hoàng hậu tổ chức lặng lẽ và kín đáo. Được mẹ “bồi dưỡng” mỗi ngày nên Hoàng Tử Bảo Long cũng chăm chỉ cầu nguyện, đọc kinh.
Hiểu được việc con trai là đích tôn của Hoàng Tộc, Nam Phương Hoàng Hậu cũng cố gắng chiều lòng mẹ chồng, thế nhưng Nam Phương đã cố gắng tránh cho con trai mình tham dự quá nhiều lễ nghi cổ truyền mang màu sắc đạo Phật. Điều này, bà Từ Cung hẳn cũng cảm nhận được tuy không có cớ bắt bẻ con dâu. Nhưng mâu thuẫn càng lớn hơn khi Thái hậu bắt cháu đeo những đạo bùa cầu an, trừ tà ở cổ tay mà Nam Phương Hoàng Hậu nhất quyết phản đối.
Không chỉ có vậy, Nam Phương Hoàng Hậu còn dạy con trai nói tiếng Pháp. Nàng cho rằng đó là ngôn ngữ phổ biến lúc bấy giờ và là “cầu nối” để con sau này dễ dàng thành đạt, giỏi giang hơn. Điều này thêm một lần nữa xoáy sâu vào hiềm khích giữa Nam Phương Hoàng Hậu và mẹ chồng bởi mỗi khi nàng nói tiếng Pháp cùng con, dạy bảo con thì Đức Từ Cung không thể nào hiểu nổi cháu nội đang nói gì.
Bà Từ Cung vốn xuất thân không cao sang nên hẳn không thoải mái, dễ chịu gì trước việc nàng dâu hiểu nhiều biết rộng, tiếng Pháp “nói như gió”, có thể qua mặt bà trong việc dạy dỗ đứa cháu đích tôn. Vì thế, tuy không công khai đả kích Nam Phương nhưng tình cảm mẹ chồng nàng dâu không thể nói là tốt đẹp, mâu thuẫn cứ ngấm ngầm phát triển.
Chính vì không hài lòng về nàng dâu trưởng nên Đức Từ Cung lại đặc biệt dành tình cảm cho “nhân tình” của con trai là Mộng Điệp. Mặc dù chế độ phi tần đã bị chính Bảo Đại bãi bỏ thế nhưng Thái Hậu vẫn coi Mộng Điệp như một thứ phi đích thực. Mộng Điệp chẳng những được Bảo Đại yêu quý, luôn kề cận chăm sóc cho Bảo Đại, được ông ân sủng, sinh con cho nhà vua mà lại còn được rất được lòng mẹ chồng.
Mộng Điệp theo đạo Phật nên cùng chung quan điểm và lối sống với Đức Từ Cung. Cho dù đây là người vợ không cưới xin, không hôn thú, nhưng bà vẫn nghiễm nhiên coi Mộng Điệp là dâu, và tin tưởng giao cho việc thờ cúng tổ tiên nhà chồng. Bà Mộng Điệp cũng tâm niệm mình suốt đời là vợ của Bảo Đại nên đã làm việc đó một cách thành tâm, chu đáo nhất. Tình cảm giữa bà Từ Cung và Mộng Điệp rất tốt đẹp. Thái hậu thậm chí còn ban mũ áo cho “thứ phi” để thay mặt hoàng hậu Nam Phương trong các cuộc cúng tế, mà bà Nam Phương không muốn dính vào.
Sau sự kiện Bảo Đại thoái vị năm 1945, bà Từ Cung chuyển về cung An Định sống với con dâu và các cháu. Tuy không hoà hợp nhưng Nam Phương hoàng hậu vẫn hết mực hiếu kính nên quan hệ mẹ chồng nàng dâu dần có phần tốt đẹp hơn trước.

## Đánh giá chung
Từ Cung Hoàng Thái hậu rất trọng đạo Phật và chú tâm đến việc thờ cúng các vị vua triều Nguyễn. Bà được coi là người có công lớn trong việc chấn hưng Phật giáo thời Nhà Nguyễn. Chính bà đã khuyên vua Bảo Đại dành nhiều tiền đóng góp cho An nam Phật giáo Hội, vận động Bảo Đại góp tiền xây chùa và phát triển Phật giáo.
Bà chưa khi nào rời khỏi Kinh thành Huế ngay cả khi con trai và con dâu bà sang Pháp sống lưu vong. Bà nguyện sống cả đời ở đây để giữ gìn nơi thờ phụng các bậc tiên đế, các bảo vật của triều Nguyễn. Những năm 1968-1972, trong lúc chiến tranh đang diễn ra ác liệt ở cả hai miền Nam - Bắc, người ta vẫn thấy bà hằng ngày tụng kinh niệm Phật trong căn nhà 79 Phan Đình Phùng mong cho quốc thái dân an. Tổng thống Nguyễn Văn Thiệu nhiều lần cử người đại diện bay ra Huế mời bà vào Sài Gòn nhưng bà từ chối và nói: Ta sinh ra ở đâu thì sẽ chết ở đó. Tổ tiên Nhà Nguyễn còn ở Huế thì ta còn phải ở lại lo chuyện thờ cúng, chăm sóc lăng mộ các bậc tiền nhân. Nhà Nguyễn đã cho ta hưởng lộc cả đời. Ta có chết cũng chưa báo đáp hết được. Bà chưa bỏ một lễ giỗ nào, kể cả khi tiền bạc gần như đã suy kiệt hoàn toàn.
Khi rời khỏi cung Diên Thọ , hay là khi bị Ngô Đình Diệm đuổi khỏi cung An Định, Từ Cung Thái hậu vẫn luôn mang theo bên mình tất cả những bảo vật của triều Nguyễn và cả những bộ y phục mà nhà vua đã từng mặc trước đây. Để có thể duy trì cuộc sống, bà đã phải bán dần từng món đồ trang sức mà mình có. Phần lớn tài sản mà Từ Cung Thái hậu mang ra khỏi cung Diên Thọ bà dùng để phục vụ cho việc thờ cúng,.
Lúc còn sống trong cung, Từ Cung Thái hậu đã ăn uống rất đơn giản, bà ăn chay 10 ngày mỗi tháng và hiếm khi dùng sơn hào hải vị. Sau khi Nhà Nguyễn mất, càng về già, Từ Cung Thái hậu càng ăn uống đơn giản hơn bao giờ hết. Y phục bà mặc và những thứ đồ dùng của bà cũng hết sức giản dị.
Từ Cung Thái hậu là một người rất khó tính nhưng lại khoan dung, độ lượng.
Cả đời bà không có phước phận được gần con cháu. Khi Bảo Đại còn nhỏ thì bà Tiên Cung nuôi, đến lúc bà Tiên Cung mất thì Bảo Đại cũng đi học ở Pháp. Sau này khi Bảo Đại trở về (1932), lấy vợ và sinh được các hoàng tử, hoàng nữ, Từ Cung Thái hậu có một thời gian vui vẻ bên con cháu, nhưng từ sau năm 1945, bà hầu như sống một mình, cô đơn, lạnh lẽo. Khi Bảo Đại cùng Nam Phương hoàng hậu, bà Thứ phi Mộng Điệp cùng các hoàng nam, hoàng nữ đều sang Pháp sống, thì Từ Cung Thái hậu hoàn toàn không còn cơ hội gặp lại con cháu mình nữa. Bà sống như thế cho đến tận cuối đời, trong nỗi đau dằn vặt xa con, xa cháu.

## Trong văn hoá đại chúng
| Năm  | Phim ảnh            | Diễn viên     | Nhân vật    |
| 2004 | Ngọn nến Hoàng cung | NSƯT Hồng Vân | Đức Từ Cung |